# Valerio Colotti
Valerio Colotti (Modena, 19 aprile 1925 – Modena, 19 gennaio 2008) è stato un progettista italiano specializzato nel settore automobilistico. Ha legato particolarmente il suo nome alla Ferrari ed alla Maserati, lavorando su telai e trasmissioni..
Entrò in Ferrari nel 1948  lavorando alle dipendenze di Aurelio Lampredi. In seguito si trasferì alla Maserati (1953-1957 dove rimase fino a quando la casa automobilistica abbandonò le competizioni sportive. Nel 1958 fondò una propria impresa, la Tec-Mec (Studio Tecnica Meccanica).
La Tec-Mec, con l'ausilio di Giorgio Scarlatti tentò con la “tipo F/415” la partecipazione alla Formula 1. La vettura era basata sulla Maserati 250F, modello a cui lavorò Colotti durante la sua permanenza alla Casa del tridente. Ci fu una collaborazione con la Behra-Porsche (1959) e con Stirling Moss. Quest'ultimo ebbe diversi problemi con la sua Cooper T51, preparata da Colotti, per problemi al cambio.
La cooperazione di Colotti con Alf Francis portò ai sistemi Colotti-Francis. Con Wolfgang von Trips progettò la Trips-Colotti-Auto Union (TCA), e più tardi le loro trasmissioni furono utilizzate nel 1967 sull'Alfa Romeo 33 Stradale. e nei primo anni '70 sulle Fiat 124 Abarth Rally ufficiali.
La compagnia è oggi conosciuta come “Colotti Trasmissioni” ed è guidata dai figli di Colotti, Marco e Paolo.